# Zabrató
A bodzavidéki Zabrató (románul Zăbrătău) falu Romániában, Kovászna megyében.

## Neve
Zabratópatak és Zágoni Üvegcsűr néven is ismert; német neve Zagoner Glashütte.

## Fekvése
A Bodza folyó völgyében, a DN 10-es főút mentén helyezkedik el, Szitabodzától 8 kilométerre. Területe 37,27 hektár, amelyből 19,03 hektár legelő és 16,11 hektár szántóföld.

## Története
A falu a zágoni közbirtokosság területén jött létre. Az első népszámlálási adat 1941-ből származik; előtte Zágonbárkány része volt. Fafeldolgozó telep működött itt, amelyet egy egyiptomi vállalkozó vásárolt meg.
Ortodox plébániáját 1952-ben alapították, temploma 1955–1960 között, a paplak 1973-ban épült.
2005-ben 40 ház, 100 hektár termőföld és az iskola víz alá került, az iskola helyreállításához a kormány nyújtott segélyt. 2007-ben az árvízveszély miatt be kellett zárni az iskolát. 2016-ban készült el a Bodza folyó szabályozási terve, amelynek egyik célja Zabrató megvédése az árvizektől. 2018. márciusban a falu szántóföldjeinek és legelőinek közel 80%-át elárasztotta a víz, júniusban pedig, szintén az árvíz miatt Zabrató áram nélkül maradt.

## Népessége
1941-ben 317, 1956-ban 608, 1966-ban 792, 1977-ben 547, 1992-ben 640, 2002-ben 563 lakosa volt, túlnyomó többségben románok. 2011-ben az 528 fő lakosságból 522 román volt. 2016-ban a falu 44 háztartásában 190 fő élt.

## Oktatás
A faluban román tannyelvű nyolc osztályos iskola működik, ahova az 1999/2000-es tanévben 112 tanuló iratkozott be. 2010-ben a líceumi felvételiken elért eredmények alapján az iskola Kovászna megye 80 iskolájából a 76. helyre került.

## Nevezetességek
A falu környéke országos autó- illetve motorversenyek helyszíne.